# غرايم ويست
غرايم ويست (بالإنجليزية: Graeme West)‏ هو لاعب دوري الرغبي نيوزيلندي، ولد في 5 ديسمبر 1953 في نيوزيلندا.